# Principi acusatori
El principi acusatori és un element fonamental en un Estat de Dret segons el qual no es pot condemnar en un judici a un processament per una cosa diferent del que se li ha acusat. D'aquesta manera, el jutge queda impossibilitat per a, d'ofici, buscar o indagar en la criminalitat dels fets jutjats, podent només limitar-se a «escoltar» totes dues parts i prendre una decisió el més objectiva possible.